# 天授 (日本)
天授（1375年五月二十七日至1381年二月十日）是日本南朝的年號之一。這個時代的南朝天皇是長慶天皇。

## 改元
- 文中四年五月二十七日（1375年6月6日）改元天授
- 天授七年二月十日（1381年3月6日）改元弘和

## 出處
《史记•孝文本纪》：夫以吕太后之严，立诸吕为三王，擅权专制，然而太尉以一节入北军，一呼士皆左袒，为刘氏，叛诸吕，卒以灭之。此乃天授，非人力也。

## 紀年、西曆、干支對照表
| 天授       | 元年     | 二年     | 三年     | 四年     | 五年     | 六年     | 七年     |
| 北朝年號   | 永和元年 | 永和二年 | 永和三年 | 永和四年 | 康曆元年 | 康曆二年 | 永德元年 |
| 儒略曆日期 | 1375年   | 1376年   | 1377年   | 1378年   | 1379年   | 1380年   | 1381年   |
| 干支       | 乙卯     | 丙辰     | 丁巳     | 戊午     | 己未     | 庚申     | 辛酉     |